# Jacques de Champlain
Pour les articles homonymes, voir Champlain.
Jacques de Champlain est un scientifique, médecin et professeur québécois né à Québec le 13 mars 1938 et mort le 15 juillet 2009  en excursion au Vermont mais résidant à Montréal,.
Diplômé de l'Université de Montréal (m.d. 1962) et l'Université McGill (Ph.D. 1965), il est un pionnier dans la recherche sur le système nerveux.

## Honneurs
- 1990 - Research Achievement Award de la Société canadienne de cardiologie
- 1990 - Prix Léo-Pariseau
- 1991 - Prix du mérite scientifique de la Société canadienne d'hypertension
- 1991 - Prix Izaak-Walton-Killam
- 1991 - Cœur Québec-Argent de la Fondation des maladies du cœur du Québec
- 1993 - Membre de la Société royale du Canada
- 1994 - Médaille McLauglin
- 1996 -  Officier de l'Ordre du Canada[5]
- 1996 - Prix Wilder-Penfield[3]
- 1998 - Prix de l'œuvre scientifique (AMLFC)
- 1998 - Prix Michel-Sarrazin
- 1999 -  Officier de l'Ordre national du Québec[6]